# Азбестовий баласт
Азбестовий баласт — баласт для верхньої частини будівлі залізничної колії (баластної призми). 

## Загальна характеристика
У азбестовому баласті завдяки волокнам азбесту після зволоження та ущільнення між зернами гірської породи утворюються міцні структурні зв'язки, а по поверхні призми — кірка, непроникна для атмосферної води і засмічувачі. 

## Застосування
Відповідно до ТУ 32 ЦП-782 — 92 азбестовий баласт застосовується для баластування головних шляхів всіх класів та станційних коліях може застосовуватися суміш піщано-щебенева з відсівів дроблення серпентинітів. Це рядові, незбагачені відходи азбестового виробництва концерну «Азбест» (Баженовське родовище азбесту).
Застосування азбестового баласту у верхньому шарі баластної призми на швидкісних лініях не довідправляється.

## Недоліки
Азбестовий баласт не можна вважати перспективним матеріалом для баластування головних шляхів з таких причин: 
- очищення та його повторне використання у дорозі (на відміну від щебеню) неможливі, необхідні трудомісткі вирізка та вивезення забрудненого суміші
- при великій кількості пилуватих частинок (менше 0,16 мм більше 10%), а також при недостатньому вмісті волокон азбесту (менше 1%) і товщині під шпалою менше 20 см азбестовий баласт працює незадовільно
- необхідність поховання величезних обсягів забрудненого азбестового баласту, що відслужило свій термін та вирізуваного з шляху при капітальному ремонті з заміною щебенем, представляє серйозну екологічну проблему
- санітарні норми вимагають, щоб всі види робіт з азбестовим баластом (вантаження — вивантаження, укладання в дорогу, підбиття) вироблялися з обов'язковими заходами, спрямованими на зниження його цвітіння, які важко та рідко здійсненні на практиці (тим часом вдихання дрібних волокон азбесту небезпечно для здоров'я людей)

У зв'язку з викладеним застосування азбестового баласту в останні роки обмежується ділянками шляху з інтенсивним засміченням сипучими вантажами, а також на Уралі. В 1970-х роках мало місце широке застосування азбестового баласту, укладання якого вважалася раціональної повсюдно, навіть при дальності візки 2—3 тисячі кілометрів та більше. Значна частина протягу головних шляхів виявилася покладеної на азбестовому баласті. Останнім часом працездатність цього баласту на багатьох ділянках шляху виявилася вичерпаною через його граничного забруднення. Такий баласт доводиться вирізати та замінювати щебеневим баластом. 